# Hans Jørn Fogh Olsen
| Asteroides descubiertos: 4 | Asteroides descubiertos: 4 |
| -------------------------- | -------------------------- |
| (3033) Holbaek             | 5 de marzo de 1984         |
| (3934) Tove                | 23 de febrero de 1987      |
| (5320) Lisbeth             | 14 de noviembre de 1985    |
| (5321) Jagras              | 14 de noviembre de 1985    |

Hans Jørn Fogh Olsen (14 de noviembre de 1943) es un astrónomo danés.
El Centro de Planetas Menores le acredita el descubrimiento de cuatro asteroides, llevados a cabo entre 1984 y 1987, todos en colaboración con Karl Augustesen y Poul Jensen.
El asteroide (5323) Fogh fue nombrado así en su honor.